# Jean-Joseph Broye
Pour les articles homonymes, voir Broye.
Jean-Joseph Broye, né le 30 mars 1797 à Estavayer-le-Lac et mort le 29 décembre 1870 à Fribourg, est une personnalité politique du canton de Fribourg, en Suisse, membre du Parti radical-démocratique.
Il est conseiller d'État du canton de Fribourg de 1848 à 1850, à la tête de la Direction des travaux publics.